# Kanton Saint-Genis-de-Saintonge
Saint-Genis-de-Saintonge is een voormalig kanton van het Franse departement Charente-Maritime. Het kanton maakte deel uit van het arrondissement Jonzac. Het werd opgeheven bij decreet van 27 februari 2014, met uitwerking op 22 maart 2015.

## Gemeenten
Het kanton Saint-Genis-de-Saintonge omvatte de volgende gemeenten:
- Bois
- Champagnolles
- Clam
- Clion
- Givrezac
- Lorignac
- Mosnac
- Plassac
- Saint-Dizant-du-Gua
- Saint-Fort-sur-Gironde
- Saint-Genis-de-Saintonge (hoofdplaats)
- Saint-Georges-Antignac
- Saint-Germain-du-Seudre
- Saint-Grégoire-d'Ardennes
- Saint-Palais-de-Phiolin
- Saint-Sigismond-de-Clermont